# Dinner Plain
Dinner Plain to miejscowość położona w Alpach Australijskich w stanie Wiktoria w Australii przy Great Alpine Road, około 10 km od Mount Hotham i 375 km od Melbourne.  W miasteczku mieszka na stałe około 50 osób, znajduje się tam ponad 200 domków wynajmowanych dla turystów i narciarzy.